# Robert B. Sherman
Pour les articles homonymes, voir Sherman.
Robert Bernard Sherman, ou seulement Robert B. Sherman, est un compositeur et parolier américain, né le 19 décembre 1925 à New York et mort le 6 mars 2012 à Londres.
À partir du milieu des années 1950 avec son frère Richard, ils forment le duo de compositeurs et paroliers appelé les frères Sherman, essentiellement connu pour avoir travaillé avec les studios Disney sur des musiques de films et de certaines attractions. Ils se font parfois interprètes.

## Biographie
Comme un signe du destin, ses parents Rosa et Al Sherman payent les frais de maternité avec un chèque de royalties reçu le même jour, celui pour la chanson Save Your Sorrow.
Dans sa jeunesse, Robert apprend et excelle dans le violon, le piano, la peinture et la poésie. Après sept années de tournée dans le pays, les Sherman s'installent en 1937 à Beverly Hills, Californie.
À seize ans, il écrit une pièce de théâtre nommée Armistice and Dedication Day qui lui permet de récolter plusieurs milliers de dollars en bons de guerre et une citation du département de la guerre. En 1943, âge de 17 ans, il obtient une permission de ses parents pour rejoindre l'armée.
Début avril 1945, il entre avec son escouade dans le camp de concentration de Dachau, et fait partie des premières troupes alliées à entrer dans le camp, les Allemands étant partis quelques heures plus tôt. Le 12 avril 1945, il est touché par une balle au genou ce qui le force à marcher avec une canne pour le reste de sa vie. Il est alors envoyé en Angleterre, à Taunton et Bournemouth, en convalescence, période qui serait le début de sa fascination pour l'Angleterre.
À son retour aux États-Unis, il étudie au Bard College dans l'État de New York et en sort diplômé en 1949 de littérature anglaise et de peinture. Il est durant cette période l'éditeur en chef du The Bardian, le journal interne, et il en profite pour finir ses deux premières nouvelles The Best Estate and Music et Candy and Painted Eggs.
En 1953, il épouse Joyce Sasner, ce qui atténue la vie de bohémien qu'il a depuis la fin de la guerre. Leur première fille Laura, naît en 1955, suivie en 1957 par Jeffrey en 1960, par Andrea et Robert en 1968.

### Collaboration avec son frère
En 1951, Robert B. et son frère Richard M. entament l'écriture de chansons, comme une compétition avec leur père. En 1958, Robert fonde sa société de publication musicale, Music World Corporation qui travaillera plus tard avec la filiale Wonderland Music Company de la Walt Disney Company, affiliée au gestionnaire de droit Broadcast Music Incorporated (BMI).
Dans les années 1960, les deux frères travaillèrent d'abord avec la Walt Disney Company sur la musique d'attractions des parcs à thèmes, émissions de télévisions et quelques films dans la première version de À nous quatre (The Parent Trap).
Ils furent classés en première position dans les charts américains en 1961 avec Let's Get it Together et You're Sixteen. On peut aussi citer les chansons de Mary Poppins ou du Livre de la jungle, mais c'est surtout les attractions des parcs Disney qui leur doivent un grand honneur avec la célèbre It's a Small World ou l'hymne de Carousel of Progress.
Ils arrêtèrent leur collaboration exclusive avec Disney à la mort de Walt Disney en 1966 pour entamer une carrière indépendante de producteur de musique. Ils participèrent toutefois pour Disney à l'écriture de six chansons originales pour Les Aventures de Tigrou en 2001.
Dans les dernières années, Robert partit pour Londres et les deux frères ont écrit de nombreuses chansons pour les spectacles musicaux dont Chitty Chitty Bang Bang et le Mary Poppins produit en collaboration par Disney et Cameron Mackintosh. Chitty est le spectacle à la plus longue durée de vie au London Palladium et a débuté le 28 avril 2005 à Broadway
Pour leurs contributions à l'industrie du film, les frères Sherman se sont vu décerner une étoile sur le célèbre Hollywood Walk of Fame au 6918 Hollywood Boulevard et furent nommés dans le Hall of Fame des compositeurs le 9 juin 2005.

## Compositions

### Musiques de films
- 1961 : Monte là-d'ssus
- 1961 : La Fiancée de papa
- 1962 : Bon voyage !
- 1962 : Un pilote dans la Lune
- 1962 : Compagnon d'aventure
- 1962 : Escapade in Florence
- 1962 : Les Enfants du capitaine Grant
- 1963 : L'Été magique
- 1963 : Merlin l'Enchanteur
- 1964 : Les Mésaventures de Merlin Jones
- 1964 : Mary Poppins
- 1964 : Calloway le trappeur
- 1967 : Le Plus Heureux des milliardaires
- 1967 : L'Honorable Griffin
- 1967 : La Gnome-mobile
- 1967 : Le Livre de la jungle
- 1968 : The One and Only, Genuine, Original Family Band
- 1968 : Chitty Chitty Bang Bang
- 1968 : Frissons garantis
- 1970 : Les Aristochats
- 1971 : L'Apprentie sorcière
- 1972 : Snoopy Come Home
- 1973 : Le Petit Monde de Charlotte
- 1973 : Tom Sawyer
- 1974 : Les Aventures de Huckleberry Finn
- 1976 : The Slipper and the Rose: The Story of Cinderella
- 1977 : Les Aventures de Winnie l'ourson
- 1978 : The Magic of Lassie
- 1982 : Magic Journeys
- 1983 : Sacrée journée pour Bourriquet (Winnie the Pooh and a day for Eeyore)
- 1993 : Little Nemo: Adventures in Slumberland
- 2000 : Les Aventures de Tigrou

### Musique d'attractions
- There's a Great Big Beautiful Tomorrow pour Carousel of Progress
- Miracles from Molecules pour Adventure Thru Inner Space
- One Little Spark pour Journey Into Imagination
- It's a Small World pour l'attraction de la foire internationale de New York 1964-1965 et celles homonymes des parcs
- Magic Highways pour Rocket Rods
- Making Memories pour Magic Journeys